# 尧化门站 (中国铁路)
尧化门站位于江苏省南京市栖霞区恒广路、既有南京城北铁路环线观音村站西侧，是尧兴线上的车站。车站由上海局集团南京东直属站管辖、南京货运中心运营，办理货运业务，为江苏省最大的铁路货场。

## 概要
原南京市主要的货运车站南京西站货场位于南京市中心，对城市交通影响较大，同时也对周边地区造成污染。当地政府和上海铁路局协商后，决定将南京西站货场搬迁至南京经济技术开发区内，定名尧化门货场。尧化门货场的环评、可行性研究报告分别于2015年1月、2015年4月获得江苏省环保厅和中国铁路总公司批复。2015年8月，中国铁路总公司批复尧化门货场的建设方案，方案包括在原南京城北铁路环线兴建货场以及相关环线的线路改造工程。
在2016年3月尧化门站施工前夕的考古勘探中，施工部门在工地发现古墓33座，时间跨度从六朝至明清。2016年6月10日，尧化门货场正式开工。在施工过程中，地方铁路对观音村站和下庙线路所进行信号楼封闭并改造以符合国铁标准，同时施工单位也对国铁兴卫村站进行了改造工程。
货场工程于2017年11月开始验收，并于2018年3月30日正式投入使用。目前车站每日有3至6对来往南京东的小运转列车和3至6对来往龙潭的小运转列车。2019年4月车站又开行经上海芦潮港后转海运往荷兰鹿特丹的货运班列。2019年9月，原由南京北站始发的的中欧班列改由本站承接，南京海关亦开始进驻本站作业。
未来车站将发展为南京铁路枢纽的一级物流基地。

## 车站结构
尧化门货场面积64万平方米，设有7条到发线，其中1、2道有效长为850米，其余到发线场1050米，Ⅶ道则为正线。货场位于到发线南侧和东侧，东向西依次为快运中转区、怕湿货物区、笨重货物区、集装箱区，设有货物线8条。此外设有快装快卸区、商品车作业区、海关监管场所等设施。车站东侧设有往原观音村站的牵出线1条和南京物资公司装卸线1条。
原观音村站接轨的热电厂和中铁宝桥专用线在尧化门站投用后货物改由本站调机取送。